# Gimnasio Metropolitano de Tokio

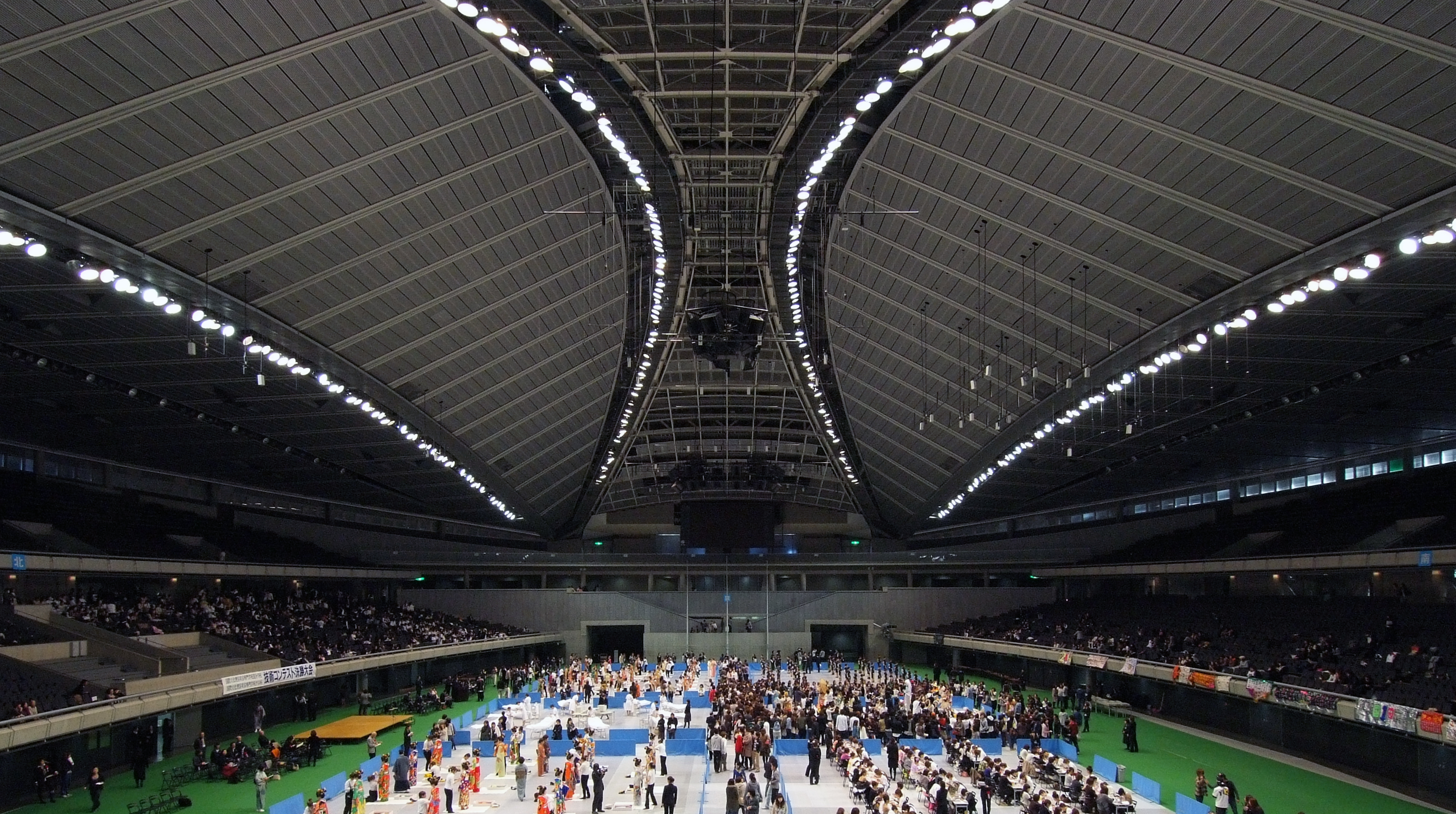

El Gimnasio Metropolitano de Tokio 東京体育館 (Tōkyō Taiikukan?) es un complejo deportivo de clase mundial situado en Sendagaya, Shibuya, Tokio, Japón. Construido en 1954 para el Campeonato Mundial de lucha libre amateur, también se usó como el lugar de celebración de las competiciones de gimnasia en los Juegos Olímpicos de Tokio 1964, y albergará la competición de tenis de mesa en los Juegos Olímpicos de 2020. El gimnasio fue reconstruido con un diseño futurista de Fumihiko Maki, ganador del Premio Pritzker, y finalizado en 1991.

## Descripción y eventos
El estadio contiene una gran pista cubierta en la que se celebran eventos deportivos nacionales e internacionales, que tiene capacidad para 10000 personas (6000 fijos y 4000 temporales). Algunos eventos celebrados en el estadio son:
- El Campeonato de Tenis Toray Pan Pacific de la WTA se celebraba todos los años en febrero, pero desde 2008 se celebra en el Ariake Coliseum
- Campeonatos de Tenis de Mesa de Japón
- V.League
- Suntory Cup, Competición Escolar de Voleibol de Japón
- Aeon Cup, Campeonato Mundial de Clubes de Gimnasia Rítmica
- Campeonato Mundial de Full Contact Karate (Shinkyokushinkai Karate) cada cuatro años.
- Campeonato Intercolegial de Voleibol de Japón
- Campeonato Mundial de Patinaje Artístico sobre Hielo de 2007
- Campeonato Mundial de Gimnasia Artística de 2011

Desde 2000, también se ha usado el estadio para conciertos. El primer artista que actuó aquí fue el grupo japonés Porno Graffitti.
Las instalaciones también incluyen una piscina olímpica (50x20m, ocho calles), con 900 asientos. Los Campeonatos de Waterpolo de Japón se celebran aquí. También hay una piscina de 25m (25x13m, 6 calles), una pista de atletismo ovalada al aire libre; una sala de levantamiento de pesas, y salas de conferencias.
Desde el 1 de abril de 2006, gestionan el gimnasio la Tokyo Lifelong Learning and Culture Foundation (東京都生涯学習文化財団), junto con Suntory (サントリー株式会社), Tipness (株式会社ティップネス) y O-ence (株式会社オーエンス).

## Cuotas
Desde 2006, las cuotas para el uso de las instalaciones son:
- gimnasio (2 horas): 450 yen
- piscina (2 horas): 600 yen
- piscina (estudiantes de secundaria y menores)/2 horas: 260 yen
- gimnasio y piscina (2 horas): 1000 yen
- gimnasio, piscina y estudio de baile (1 día): 2500 yen
- pase de un mes: 7800 yen

## Horario
Lunes-Viernes: 9:00 – 23:00
Sábado: 9:00 – 22:00
Domingo: 9:00 – 21:00